# Finanční alternativy
Finanční alternativy je čtrnáctý díl druhé řady amerického televizního seriálu Teorie velkého třesku. V této epizodě hostuje Brian Patrick Wade. Režisérem epizody je Mark Cendrowski.

## Děj
Penny se dostala do finančních potíží a dokonce si bude muset hledat jiné bydlení. Sheldon se jí rozhodne pomoci tím, že jí půjčí peníze a ona mu je vrátí, jakmile bude mít. Leonard se snaží Penny pomoci přijít na to, kde by mohla ušetřit. Zároveň od ní zjistí, že jí bývalý přítel Kurt (Brian Patrick Wade) dluží 1800 dolarů. Aniž by jí to řekli, vyrazí kluci za Kurtem, aby z něj dluh dostali. Úspěch nemají, Kurt navíc těžko odstranitelným inkoustem napíše Leonardovi na čelo nápis "dlužím Penny 1800 dolarů". Penny následně Sheldonovi vrací dluh, neboť se ukáže, že Kurt nakonec peníze opravdu vrátil. Neřekl však ani slovo o tom, že by ho k tomu donutil Leonard. Vrátil peníze pouze jako záminku dostat se zpět k Penny.

## Obsazení
| Johnny Galecki     | Leonard Hofstadter |
| Jim Parsons        | Sheldon Cooper     |
| Kaley Cuoco        | Penny              |
| Simon Helberg      | Howard Wolowitz    |
| Kunal Nayyar       | Raj Koothrappali   |
| Brian Patrick Wade | Kurt               |